# Schiaparelli-kráter (Mars)
A Schiaparelli-kráter becsapódási kráter a Mars bolygón. Nevét Giovanni Schiaparelli olasz csillagász után kapta. A Mars egyenlítőjének közelében helyezkedik el.  Átmérője 461 km. Földrajzi koordinátái déli szélesség 3°, 344° hosszúság. A kráter több rétegből áll, amiket a szél, a vulkanizmus, és a víz hordaléka alakíthatott.

## A kultúrában
A marsi című regényben (írója: Andy Weir), a Schiaparelli-kráter a leszállóhelye a tervezett Ares 4 űrhajónak. A főhős, aki az Ares 3 egyik űrhajósa, véletlenül a Marson marad, és el kell jutnia az Acidalia Planitia síkságtól a Schiaparelli-kráterig, ami 3200 km távolságot jelent.

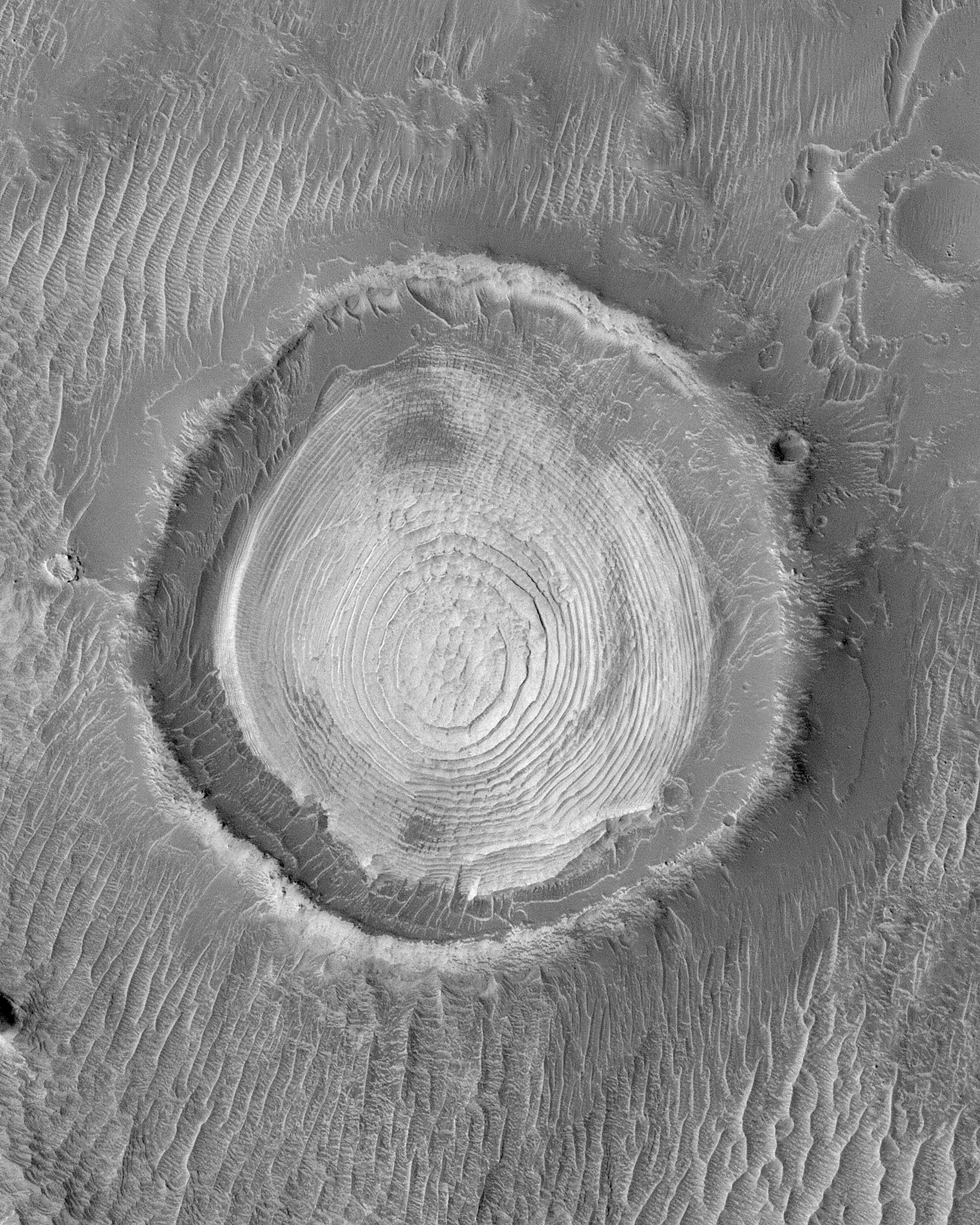
Rétegek a Schiaparelli-kráterben
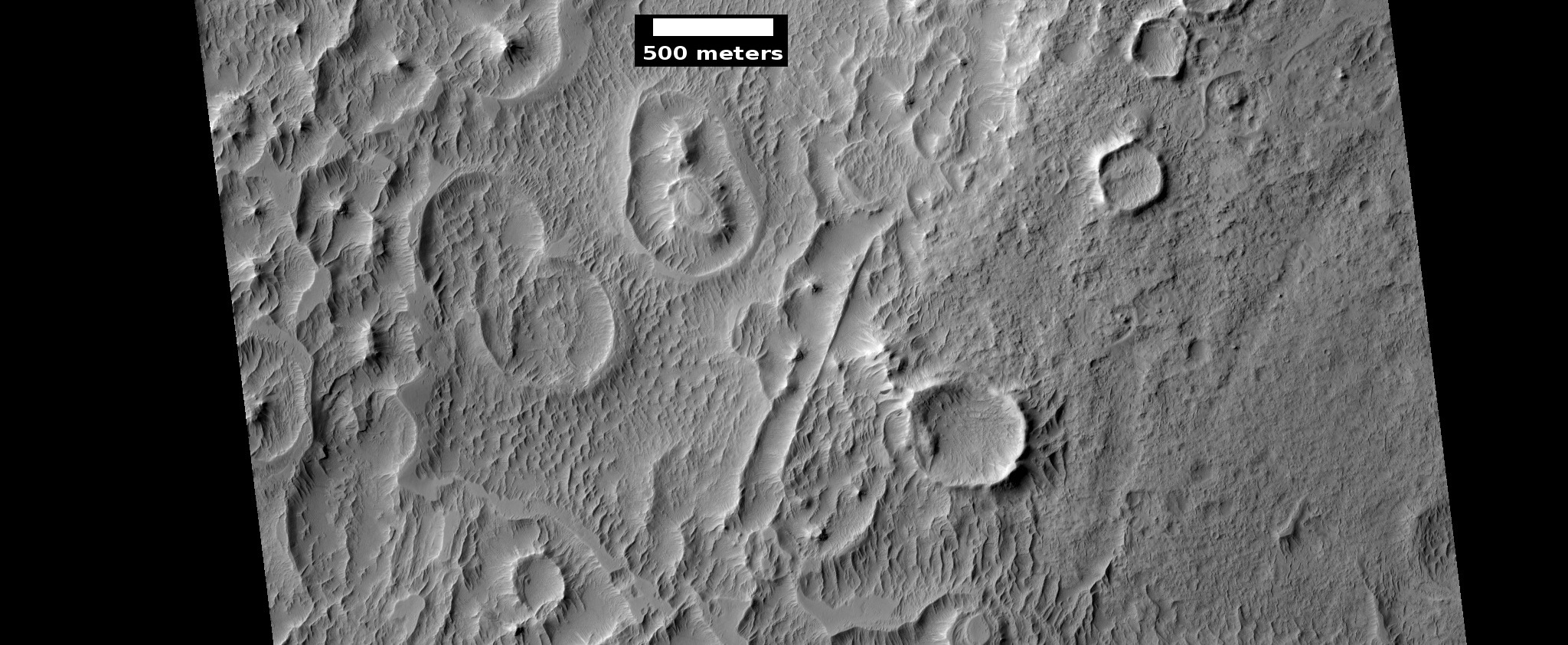
Körkörös alakzatok
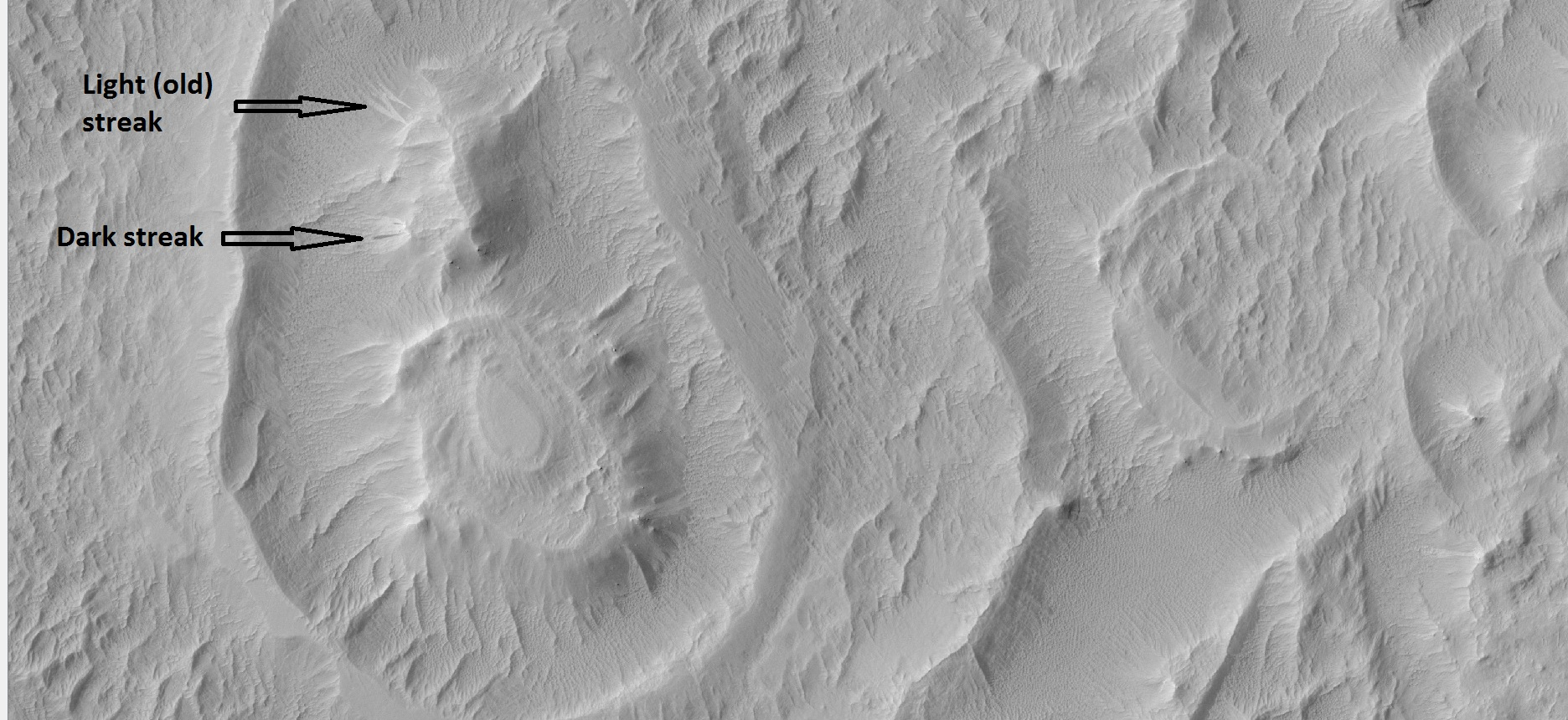
Körkörös alakzatok közelképe

## Külső hivatkozások
- Layers, Bedrock Ridges, and Dark Sand in Schiaparelli Crater, LPL HiRISE, includes large color photos